# Sistema de escape (motor)

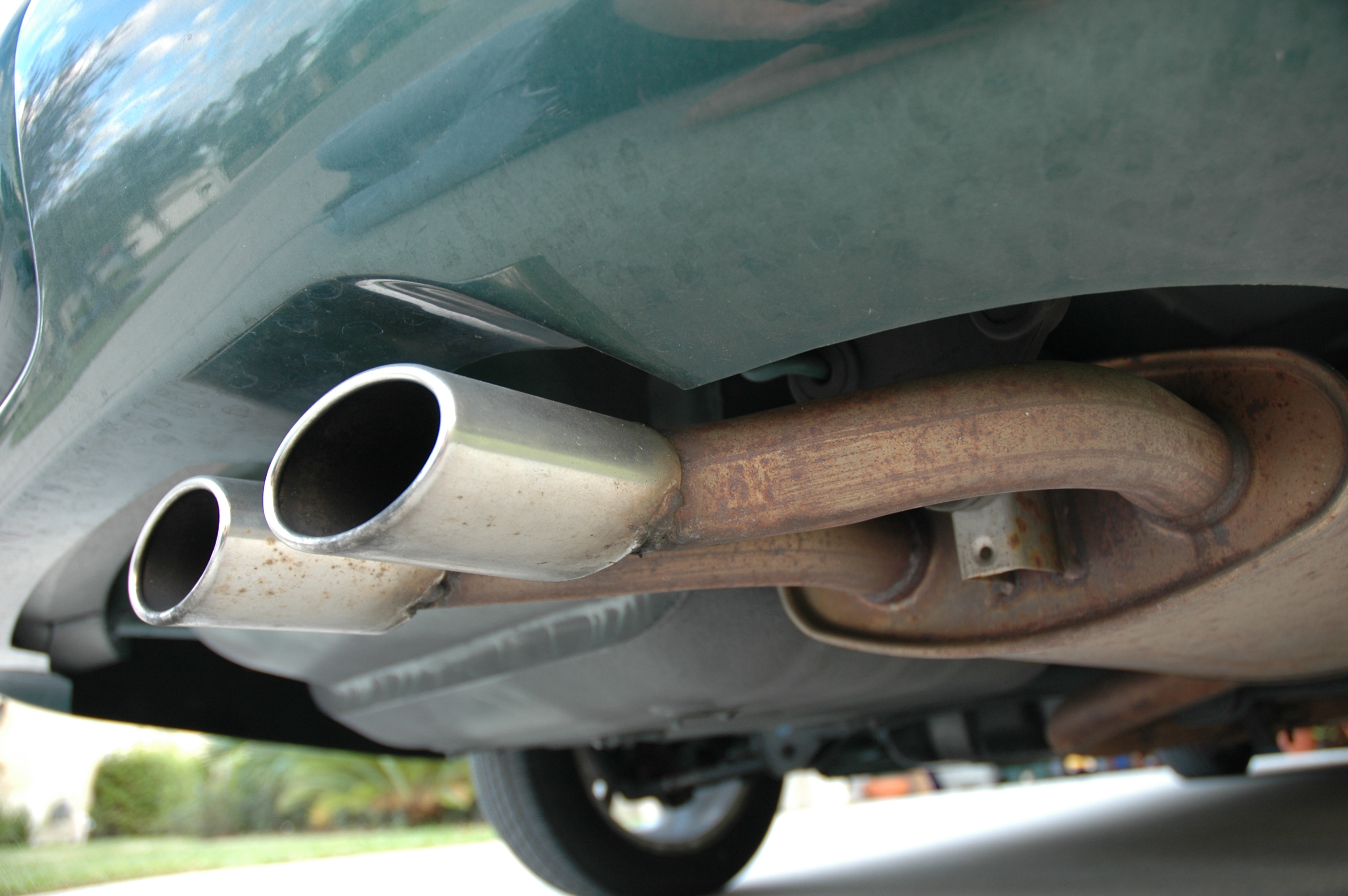
Sistema de escape.

El sistema de escape, en un equipo o vehículo que use un motor de combustión interna, es el conjunto de tubos o conductos que permiten a los gases de la combustión del motor escapar al medio ambiente. Está constituido generalmente por las válvulas de escape y su parte de escape en la culata (del motor), el (los) árbol(es) de levas, uno o varios múltiples de escape o colector(es) que recoge(n) los gases de escape de los cilindros del motor, uno o varios catalizadores, a veces recirculación de los gases para contaminar menos y uno o varios silenciadores para mejorar la sonoridad, todo ello unido por el o los tubos de escape, que van conduciendo los gases de escape por las distintas etapas del sistema.[cita requerida]
El sistema de escape participa en el funcionamiento del motor: si es demasiado libre, el motor aumenta su potencia (el cilindro se vacía mejor después de cada explosión), pero se calienta aún más y consume más; si está demasiado obstruido, el motor denota falta de potencia.
Desde finales de la década de 1990, un número cada vez mayor de países han hecho obligatorio el catalizador para los vehículos de gasolina o diésel. Su resultado es incuestionable para algunos agentes contaminantes, pero nulo para otros. A veces se equipan también con un filtro de partículas.
[cita requerida]
Generalmente, los motores tienen una o más salidas de escape por cilindro. Si hay varios cilindros, los tubos resultantes de los distintos cilindros pueden juntarse o no. Al conjunto de colectores de gases a la salida de los cilindros se les conoce de manera informal como "headers" (México).[cita requerida]

## Objetivos del sistema de escape
Los objetivos ideales de un sistema de escape son:
Mejor sonoridad.
Mejor rendimiento del motor (debido al hecho de que el tiempo de escape solo representa alrededor de un cuarto del tiempo total para un cilindro de un motor de 4 tiempos, y que la evacuación del gas de escape se intercala de una manera armoniosa cuando se conectan varios escapes, dependiendo del número de cilindros, favoreciendo la evacuación de gases al encontrarse sintonizados e intercalados los pulsos de presión).
Mayor potencia.
Mayor par motor.
Conducir los gases de escape a una zona sin peligro.
Mejor estética.